# Rózini snoubenci
Rózini snoubenci (ve francouzském originále Les Fiancés de Rosa) je komická opera (opéra comique) o jednom dějství francouzské skladatelky Clémence de Grandval, píšící pod pseudonymem Clémence Valgrand. Libreto k ní napsal dramatik Adolphe Choler. Premiéra opery se konala 1. května 1863 v pařížském divadle Théâtre-Lyrique.

## Vznik, historie a charakteristika
Maria-Félicie-Clémence de Reiset, vikomtesa de Grandval (1828–1907), se hudbě věnovala od dětství, od 50. let 19. století se pak začala prosazovat svými kompozicemi, zprvu písněmi a klavírními skladbami. Jejím prvním hudebně-dramatickým dílem byla opereta Lízin krejcar, kterou napsala roku 1859 pod pseudonymem Caroline Blangy pro Offenbachovo Théâtre des Bouffes-Parisiens. Následovala pak opéra comique Rózini snoubenci pro Théatre-Lyrique, tentokrát pod průhlednějším pseudonymem „Clémence Valgrand“; její autorství bylo ostatně veřejným tajemstvím a tisk se nezdráhal je odhalit. Libreto k ní napsal (Joseph-)Adolphe Choler (1821–1889), plodný autor vaudevillů – Rózini snoubenci byli jeho jediným operním libretem. Grandvalová partituru věnovala Friedrichu baronu von Flotowovi, rodinnému příteli, který ji první učil kompozici.
Při premiéře byli Rózini snoubenci kombinováni s další novinkou: jednoaktovou operou Zahradník a jeho pán Léa Delibese, která v diváckém i kritickém hodnocení Róziny snoubence poněkud zastínila. 
I když kritický ohlas nebyl příznivý a byl značně poznamenán předsudkům proti ženám a proti amatérům (mezi které ženy patřily vždy, protože hudební školy jim nebyly přístupné), nalezla se i příznivá hodnocení. Tak pro Julese Lovyho v hudebním magazínu Le Ménéstrel byli Rózini snoubenci „malá partitura dokonale instrumentovaná, která prokazuje nejmužnější talent“; vyzdvihl z ní zejména kovářský kvartet, který měl velký úspěch u obecenstva, a následující romanci Miss Jenny. Lovy se dokonce domníval, že talentu Grandvalové by odpovídalo „větší plátno, terén příhodnější pro velkou inspiraci“. Jacques Durand v La Sylphide nenacházel v Róziných snoubencích nejmužnější talent jako Lovy, naopak poznával typicky ženskou práci podle „zcela zvláštní stylový výraz, naivního kouzla melodie a také diskrétního způsobu, jímž je tvarován doprovod.“
Octave Lacroix v L'Europe mínil, že „je to distingvované, je to něžné, ale je to slabé a krátkodeché, dlouho to žít nebude“. A pustil se do tirády: „ženy nikdy nevytvořili mistrovské dílo intelektuální nebo umělecké. […] Ale co umí dělat zázračně, jsou muži. […] Ať tedy dělají děti…“ Podobně tvrdil Johannes Weber v Le Temps: „Bůh ví, že nepopírám právo budoucnosti dát nám nějakého ženského Mozarta nebo Beethovena, nějakou hudební Janu z Arku; jen tvrdím, že až dodnes, pokud by se na operu používalo sálské právo, nikdo by netratil.“ O hudbě říkal: „Paní Valgrandová ilustrovala příběh pana Cholera příjemnou a svědomitě napsanou hudbou. Pečlivě hledá komické efekty způsoby, které viděla použity v dílech mistrů. Její partitura svědčí o obezřetném duchu; chybí ji jen ona svatá jiskra, kterou žádné studium nedodá.“ Jen o málo přezíravější byl Benoît Jouvin v Le Figaro: Rózini snoubenci jsou „dílem amatérské hudebnice, dámy z vyšší společnosti, mladé, hezké, s titulem a prý s opravdovým nadáním pro salonní zpěv (bez ironie). To všechno není bez ceny, ale nedává to Róziným snoubencům žádnou melodii, a toho jsem velmi litoval, především kvůli ‚panu Valgrandovi‛, ale i kvůli sobě, když jsem tento kus poslouchal.“ Hudební historik Albert de Lasalle v Le Monde illustré psal: „Hudba paní Valgrandové se poslouchá bez potíží; ale až na jednu árii pro soprán [Miss Jenny] pěkného citu je zbytek dosti plochý a melodické nápady jsou črtány příliš nepřesnou rukou…“
Léon Durocher v Revue et gazette musicale de Paris oceňoval toto dílko o něco výše, avšak s vážnými výhradami: „Bez potíží, od prvních taktů předehry poznáváme, že paní Clémence Valgrandová je vysoce nad třídou běžných amatérů, že odvedla vážnou práci. Ani žák konzervatoře soutěžící o velkou cenu by nebyl umnější ve svých harmoniích. Paní Valgrandová píše dobře pro hlas a instrumentuje velmi správně.“ Durocher vedle kavatiny Miss Jenny vyzdvihuje její duet s Georgem o hádání z ruky, avšak zbytek je prý nižší kvality: „Nápady jsou dosti běžné a harmonická vynalézavost, kterou v nich autorka prokazuje, tento nedostatek nepřekonává. […] Celkově, přes některé pasáže, které jsme zmínili výše, je tato partitura málo zajímavá a nevyvažuje nedostatky libreta.“  Grandvalové jistě musel lichotit příznivý soud přísného Hectora Berlioze v Le Journal des débats politiques et littéraires: „Její nová opera je dobře napsána, bez tápání, s celkově pevným stylem a vždy vkusně.“
Rózini snoubenci dosáhli v Théâtre-Lyrique sedmi představení, což sice nebyl přímo propadák, ale také ne divácký úspěch (ostatně Delibesův Zahradník a jeho pán je předstihl jen o dvě reprízy). Clémence de Grandval však toto – ani přezíravé kritiky – neodradily a podařilo se jí uvést další, čím dál ambicióznější operní díla.

## Osoby a první obsazení
| osoba                               | hlasový obor | premiéra (1. května 1863)           |
| ----------------------------------- | ------------ | ----------------------------------- |
| Smith, zbrojíř                      | bas          | Louis-Émile Wartel                  |
| Nigel, učeň                         | tenor        | Adolphe Girardot                    |
| Georges Halifax, pod jménem Geordie | tenor        | Auguste Legrand                     |
| Miss Jenny, pod jménem Ned          | mezzosoprán  | (Louise-Marie-)Amélie Faivre(-Réty) |
| Róza (Rosa), Smithova dcera         | soprán       | Mary Boyer                          |

## Děj opery
(Zbrojařská dílna v Londýně) Zbrojířova dcera Róza miluje otcova zdatného, i když nijak pohledného nebo chytrého tovaryše Nigela (kuplet À ma main s'il ose prétendre). Nigel ji vyhledá a má prý dobrou zprávu pro ně oba (duet Bonjour Rosa. – Bonjour Nigel... Voue m'aimez, je vous aime). Rózin otec totiž chce dát svou dceru tomu, kdo ukuje nejlepší meč. Mistr Smith má sice odnedávna další dva učedníky, Geordieho a Neda, ale oba za nic nestojí, ba oba Nigela podplatili, aby meč ukul za ně. Nigel tak učinil, ale přirozeně přitom zajistil, aby jeho vlastní byl nejlepší.
Mistr Smith přichází a svolává všechny: nyní bude rozhodující fáze soutěže. Tři učedníci se dají do kutí, ale Geordie a Ned si stěžují, že jsou příliš nervózní, když se jim mistr dívá pod ruce, a tak se Smith musí vzdálit, čehož Ned a Geordie využijí k podstrčení mečů (kvartet Allons! voici l'instant suprême... La plume noire au bonnet bleu). Poté Smith v dceřině přítomnosti zkoumá meče: dva jsou k ničemu, ale třetí – Nigelův – je vynikající. Přiřkne tedy Rózu Nigelovi; Geordie a Ned jsou přirozeně rozladěni.
V ten okamžik přináší poslíček Smithovi dopis, podle kterého je jeden z jeho učedníků převlečený šlechtic, který chce jeho dceru místo řádného sňatku unést (diváci vědí, že tento dopis poslal Ned). Protože se Smithovi jeví nejušlechtilejší Nigel, musí to být on. Zkoumá tedy meče znovu a tentokrát vyhlašuje vítězem Geordieho. Geordie je mile překvapen, zvláště když mu mistr zachová přízeň, i když se jeho meč zlomí a Geordie přizná, že za něj zaplatil Nigelovi. – Ned pozoruje Geordieho odcházet s mistrem a rezignovaně si připomíná, co pro Geordieho štěstí už udělal a ještě udělá (kavatina Adieu donc! qu'il soit heureux). Pak se Róze svěřuje, že Geordie je ve skutečnosti dobrodruh a zhýralý šlechtic Georges Halifax, všude hledaný pro dluhy, který však odmítl bohatou dědičku, která ho milovala a nabízela mu pomoc. A jen z touhy po dobrodružství prý chtěl získat Rózu. Ned a Róza se smlouvají proti Geordiemu (duet Ruse contre ruse).
Nigel přichází a je nešťastný: mistr mu nejen nedal Rózu, ale ještě ho nakopnul do jisté části těla (kuplet Comptant sur la promesse). Ned má nápad, jak věc vyřešit, a posílá Rózu a Nigela něco zařídit. Zatím se vrací vývojem událostí mírně překvapený Geordie: stále má v úmyslu raději Rózu unést než si ji vzít. Ned předstírá, že umí číst z dlaně, a Geordiemu z ní vyčte jeho totožnost, finanční těžkosti i to, jak nemilosrdně odmítl svou sestřenici. Geordie pořád doufá, že unikne manželství i vězení pro dlužníky. Ale tu je slyšet příchod aldermana a jeho mužů – jsou si pro stíhaného dlužníka Geordieho – a ten se schová do sklepa (duet Cette main-là d'abord n'est pas d'un ouvrier... Il sait mon histoire!. Když Smith zjistí, že Geordieho hledá policie, volá zpět Nigela, ale ten se ho teď bojí; tak nabízí Rózu Nedovi, ale rychle, protože lidé se už scházejí k zásnubám. Jenže když jsou hosté zde, vrátí se Ned v ženských šatech: byla to ve skutečnosti Miss Jenny, Geordieho sestřenice. Geordie vyleze ze sklepa a smiřuje se s ní, zvláště když za něho Miss Jenny zaplatila dluhy, a Smithovi zůstává jako jediný možný zeť Nigel. Vše končí zásnubami Nigela a Rózy (finále Nous venons en bons voisins... Hourra! hourra! hourra!).